# Старокалмашевська сільська рада
Старокалма́шевська сільська рада (рос. Старокалмашевский сельский совет) — муніципальне утворення у складі Чекмагушівського району Башкортостану, Росія. Адміністративний центр — село Старокалмашево.

## Населення
Населення — 1809 осіб (2019, 2068 у 2010, 2177 у 2002).

## Склад
До складу поселення входять такі населені пункти:
| Населений пункт      | Населення, осіб (2002) | Населення, осіб (2010) |
| -------------------- | ---------------------- | ---------------------- |
| Булгар, присілок     | 61                     | 46                     |
| Кавказ, присілок     | 22                     | 9                      |
| Нова Муртаза, село   | 191                    | 164                    |
| Старокалмашево, село | 1903                   | 1849                   |